# Goobuntu
Goobuntu (Ґубунту) — неофіційна назва дистрибутиву Linux на основі LTS-версій Ubuntu, що використовується у компанії «Google». Додані кілька пакетів для внутрішнього використання, але значних відмінностей нема. Дехто припускав, що Google може планувати випустити цей дистрибутив на широкий ринок. І Google, і Марк Шаттлворт, засновник Ubuntu, підтверджують, що Goobuntu існує і внутрішньо використовується, але обидва категорично заперечують припущення про плани Google ринково поширювати операційну систему. Майже половина з 20'000 співробітників Google використовують Goobuntu.
Марк Шаттлворт підтвердив, що Google робить латки на Ubuntu. Google підтримує Ubuntu, приймаючи Ubuntu Developer Summit, та в інші способи. Хоча Шаттлворт та представники Google заперечують плани випуску Goobuntu за межі компанії, тим не менше це підживлювало очікування щодо виходу Google y бізнес операційних систем.
Доки Goobuntu застосовується тільки всередині компанії, проте 19 листопада 2009 Google оголосив, що випустить засновану на Linux операційну систему (не на основі Ubuntu), відому як Google Chrome OS.
2018 року Google замінила Ubuntu на варіант Debian під назвою gLinux.